# Міжамериканська конвенція про насильницьке зникнення людей
Міжамериканська конвенція про насильницьке зникнення людей — міжнародно-правовий акт прийнятий Організацією американських держав у Белем-ду-Пара, Бразилія 9 червня 1994 року та набув чинності 28 березня 1996 року.
Генеральна Асамблея ООН резолюцію 47/133 від 18 грудня 1992 року прийняла Декларацію про захист усіх осіб від насильницьких зникнень. Декларація мала рекомендацій характер, але в ній було визначено основні засади міжнародно-правового захисту осіб від насильницьких зникнень. Міжамериканська конвенція про насильницьке зникнення людей вперше в міжнародному праві формально закріпила визначення злочину насильницького зникнення.
Згідно з статтею 2 Конвенції «насильницьке зникнення — це акт позбавлення особи або осіб волів будь-якій формі представниками держави чи особами або групами осіб, які діють із дозволу, за підтримки чи за згодою держави, у разі подальшої відмови визнання факту позбавлення волі або приховування даних про долю чи місцезнаходження зниклої особи, унаслідок чого цю особу залишено без захисту закону та процедурних гарантій».
Конвенцію підписали 16 країн: Аргентина, Болівія, Бразилія, Венесуела, Гватемала, Гондурас, Еквадор, Колумбія, Коста-Рика, Мексика, Нікарагуа, Панама, Парагвай, Перу, Уругвай, Чилі. Ратифікували всі країн крім Нікарагуа.